# Liste der Biografien/Ers
Liste der Biografien |
Portal Biografien |
Personensuche
# |
A |
B |
C |
D |
E |
F |
G |
H |
I |
J |
K |
L |
M |
N |
O |
P |
Q |
R |
S |
T |
U |
V |
W |
X |
Y |
Z |
?
 
Ea |
Eb |
Ec |
Ed |
Ee |
Ef |
Eg |
Eh |
Ei |
Ej |
Ek |
El |
Em |
En |
Eo |
Ep |
Eq |
Er |
Es |
Et |
Eu |
Ev |
Ew |
Ex |
Ey |
Ez
 
Era |
Erb |
Erc |
Erd |
Ere |
Erf |
Erg |
Erh |
Eri |
Erj |
Erk |
Erl |
Erm |
Ern |
Ero |
Erp |
Err |
Ers |
Ert |
Eru |
Erv |
Erw |
Erx |
Ery |
Erz
Die Liste der Biografien führt alle Personen auf, die in der deutschsprachigen Wikipedia einen Artikel haben. Dieses ist eine Teilliste mit 121 Einträgen von Personen, deren Namen mit den Buchstaben „Ers“ beginnt.

## Ers

### Ersa
- Erşahin, İlhan (* 1965), schwedisch-türkischer Fusionmusiker (Saxophon, Komposition)
- Ersan, Okan (* 1972), zyperntürkischer Jazz-Gitarrist und Komponist
- Ersarı, Çetin (1936–2014), türkischer Vizeadmiral

### Ersb
- Ersberg, Erik (* 1982), schwedischer Eishockeytorwart

### Ersc
- Ersch, Johann Samuel (1766–1828), deutscher Bibliothekar und Enzyklopädist
- Erschbamer, George (* 1954), US-amerikanischer Film- und Fernsehregisseur und Drehbuchautor
- Erschbaumer, Willhelm (* 1937), italienischer Gewerkschafter und Regionalpolitiker (Südtirol)
- Erschler, Anna (* 1977), russische Mathematikerin

### Erse
- Ersek, Erol (* 1999), österreichisch-deutscher Basketballspieler
- Ersek, Hikmet (* 1961), österreichischer Manager
- Érsek, Zsolt (* 1966), ungarischer Florettfechter
- Ersen, Esra (* 1970), türkische Künstlerin
- Ersen-Rasch, Margarete (1941–2017), deutsche Turkologin und Lehrbuchautorin

### Ersf
- Ersfeld, Jean (* 1953), luxemburgischer Politiker
- Ersfeld, Sascha (* 1975), deutscher Kameramann

### Ersh
- Ershad, Hossain Mohammad (1930–2019), bangladeschischer Generalleutnant und Politiker
- Ershadi, Homayoun (* 1947), iranischer Schauspieler und ArchitektHomayoun Ershadi (* 1947)

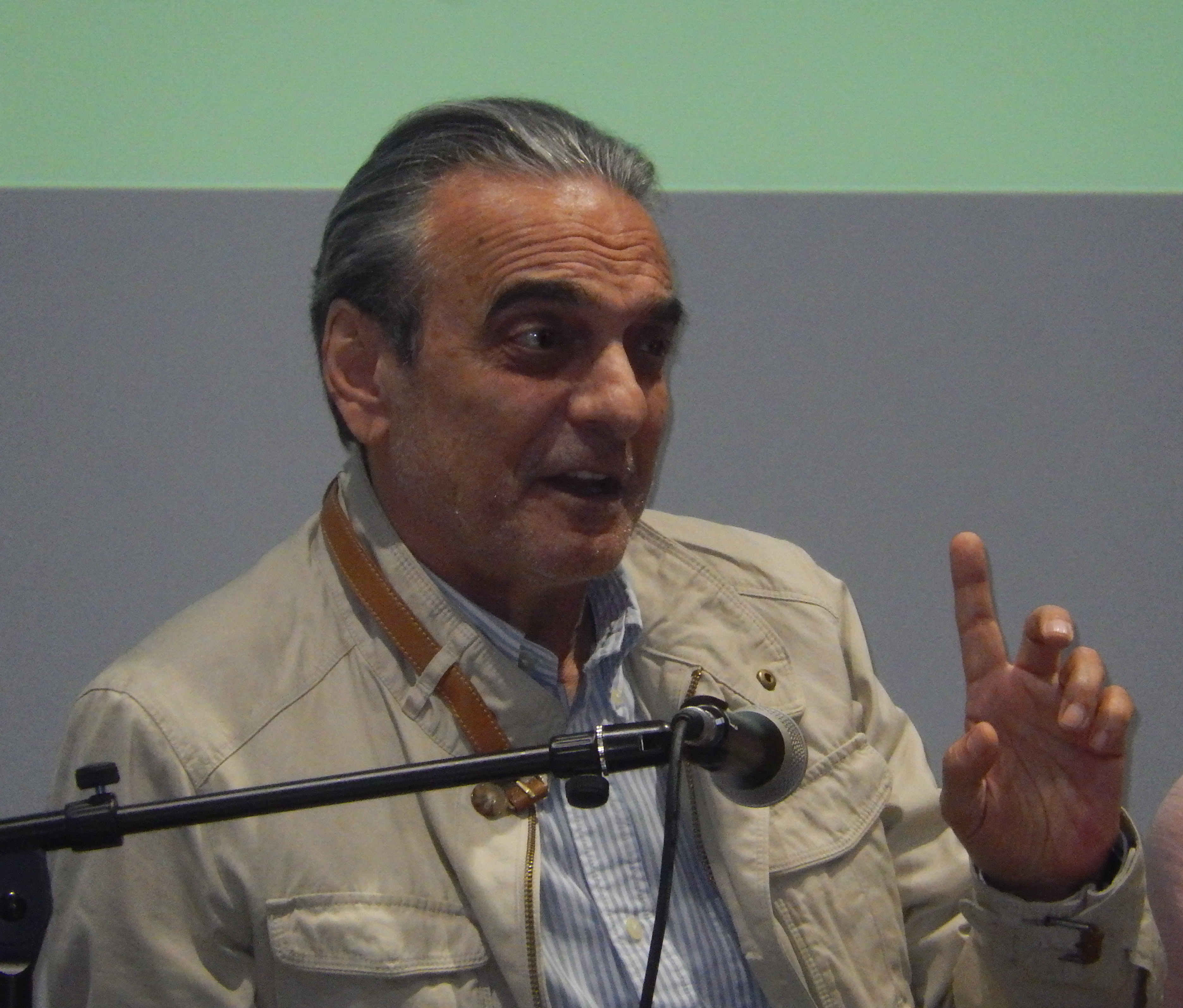
Homayoun Ershadi (* 1947)

### Ersi
- Ersin, Nurettin (1918–2005), türkischer General
- Ersin, Saygın (* 1975), türkischer Schriftsteller
- Ersing, Joseph (1882–1956), deutscher Politiker (Zentrum, CDU), MdR, MdL

### Ersj
- Ersja, Stepan Dmitrijewitsch (1876–1959), russischer Bildhauer

### Ersk
- Erskein, Alexander (1598–1656), schwedischer Diplomat, Hofgerichtspräsident, Präsident der Herzogtümer Bremen und Verden
- Erskine of Kellie, Charles (1739–1811), italienisch-schottischer Kurienkardinal
- Erskine, Alexander, 2. Baronet (1663–1727), schottischer Adliger, Politiker und Lord Lyon King of Arms
- Erskine, Alexander, 3. Lord Erskine, schottischer Adliger
- Erskine, Alexander, 5. Earl of Kellie († 1756), schottisch-britischer Peer
- Erskine, Archibald, 7. Earl of Kellie (1736–1797), schottisch-britischer Peer und Politiker
- Erskine, Barbara (* 1944), englische Schriftstellerin und Historikerin
- Erskine, Charles, 1. Baronet (1643–1690), schottischer Adliger und Politiker
- Erskine, Charles, 2. Baronet (1668–1693), schottischer Adliger und Politiker
- Erskine, Charles, 22. Earl of Mar (1650–1689), schottischer Adliger
- Erskine, Charles, 4. Baronet († 1747), schottisch-britischer Adliger und Offizier
- Erskine, Charles, Lord Tinwald (1680–1763), schottischer Jurist, Richter und Politiker
- Erskine, Chester (1905–1986), US-amerikanischer Drehbuchautor, Filmregisseur und Produzent
- Erskine, Chris (* 1987), schottischer Fußballspieler
- Erskine, David, 11. Earl of Buchan (1742–1829), schottischer Adliger
- Erskine, David, 13. Earl of Buchan (1815–1898), schottischer Adliger
- Erskine, David, 2. Baron Erskine (1777–1855), britischer Adeliger, Politiker und Diplomat
- Erskine, David, 9. Earl of Buchan (1672–1745), schottischer Adeliger und Politiker
- Erskine, Donald, 16. Earl of Buchan (1899–1984), britischer Peer und Offizier
- Erskine, Edward Morris (1817–1883), britischer Diplomat
- Erskine, Emmanuel († 2021), ghanaischer General und Politiker
- Erskine, George (1899–1965), britischer General und Vizegouverneur von Jersey
- Erskine, Henry, 10. Earl of Buchan (1710–1767), schottisch-britischer Adliger
- Erskine, Henry, 12. Earl of Buchan (1783–1857), schottischer Adeliger
- Erskine, Henry, 3. Lord Cardross (1650–1693), schottischer Adliger und Politiker
- Erskine, Henry, 5. Baronet († 1765), schottisch-britischer Adliger, Offizier und Politiker
- Erskine, James (1838–1911), britischer Admiral of the Fleet
- Erskine, James Stuart (1821–1904), britisch-bayerischer Adliger
- Erskine, James, 14. Earl of Mar (* 1949), britischer Politiker (Liberal Democrats)
- Erskine, James, 6. Earl of Buchan (1600–1640), schottischer Adliger
- Erskine, James, 7. Earl of Buchan († 1664), schottischer Adliger
- Erskine, James, Lord Grange (1679–1754), schottischer Jurist und Politiker
- Erskine, Joe (1934–1990), britischer Boxer
- Erskine, John (1721–1803), schottischer Pfarrer der Church of Scotland und Autor
- Erskine, John (1806–1887), britischer Admiral und Politiker
- Erskine, John (1879–1951), US-amerikanischer Schriftsteller und Pianist
- Erskine, John (* 1980), kanadischer Eishockeyspieler
- Erskine, John, 18. Earl of Mar († 1572), schottischer Adeliger, 18. Earl of Mar
- Erskine, John, 19. Earl of Mar (1562–1634), schottischer Adliger
- Erskine, John, 20. Earl of Mar (1585–1653), schottischer Adeliger
- Erskine, John, 21. Earl of Mar († 1668), schottischer Adliger
- Erskine, John, 23. Earl of Mar (1675–1732), schottischer Adeliger, militärische Führer im ersten Jakobitenaufstand (1715)
- Erskine, John, 24. Earl of Mar (1741–1825), britischer Adliger und Offizier
- Erskine, John, 25. Earl of Mar (1772–1828), britischer Adliger und Offizier
- Erskine, John, 26. Earl of Mar (1795–1866), britischer Adliger
- Erskine, John, 4. Baron Erskine (1804–1882), britischer Peer und Kolonialbeamter
- Erskine, John, 5. Lord Erskine († 1555), schottischer Adeliger
- Erskine, John, Lord Erskine (1895–1953), britischer Politiker und Kolonialadministrator
- Erskine, Karin (* 1945), schwedische Kostümbildnerin
- Erskine, Kenneth (* 1963), britischer Serienmörder
- Erskine, Les, US-amerikanischer Jazzmusiker
- Erskine, Lestocq Robert (1857–1916), schottischer Tennisspieler
- Erskine, Malcolm, 17. Earl of Buchan (1930–2022), britischer Peer und Politiker
- Erskine, Margaret († 1572), Mätresse des Königs Jakob V. von Schottland
- Erskine, Margaret (1925–2006), britische Weitspringerin
- Erskine, Marilyn (* 1926), US-amerikanische Schauspielerin
- Erskine, Maya (* 1987), japanisch-amerikanische Schauspielerin und DrehbuchautorinMaya Erskine (* 1987)

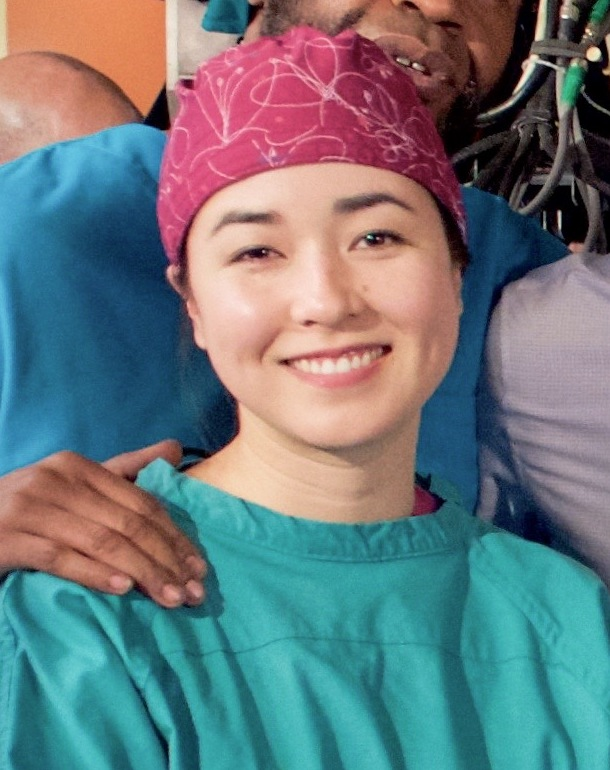
Maya Erskine (* 1987)

- Erskine, Montagu, 6. Baron Erskine (1865–1957), britischer Adliger und Politiker
- Erskine, Peter (* 1954), US-amerikanischer Jazz-Schlagzeuger
- Erskine, Ralph (1685–1752), schottischer Prediger
- Erskine, Ralph (1914–2005), britisch-schwedischer Architekt
- Erskine, Ralph (1933–2021), britischer Historiker und Kryptologe
- Erskine, Robert (1677–1718), schottischer Arzt
- Erskine, Robert, 1. Lord Erskine, schottischer Adeliger
- Erskine, Robert, 4. Lord Erskine († 1513), schottischer Adeliger
- Erskine, Ronald, 15. Earl of Buchan (1878–1960), schottischer Peer und Offizier
- Erskine, Shipley, 14. Earl of Buchan (1850–1934), schottischer Adeliger
- Erskine, Thomas, 1. Baron Erskine (1750–1823), britischer Politiker, Mitglied des House of Commons und Adeliger
- Erskine, Thomas, 2. Lord Erskine, schottischer Adeliger
- Erskine, Thomas, 3. Baron Erskine (1802–1877), britischer Peer und Politiker
- Erskine, Thomas, 6. Earl of Kellie (1732–1781), schottischer Peer, Violinist und Komponist
- Erskine, Thomas, Lord Erskine (1705–1766), britischer Adliger und Politiker
- Erskine, William, 5. Baron Erskine (1841–1913), britischer Peer, Offizier und Jurist
- Erskine, William, 8. Earl of Buchan († 1695), schottischer Adliger
- Erskine-Lindop, Audrey (1920–1986), britische Schriftstellerin
- Erskine-Murray, Alan, 14. Lord Elibank (1923–2017), britischer Peer und Politiker (Conservative Party)

### Ersl
- Erslev, Allan Jacob (1919–2003), dänischer Arzt und Physiologe

### Erso
- Ersoy, Bülent (* 1952), türkische SängerinBülent Ersoy (* 1952)

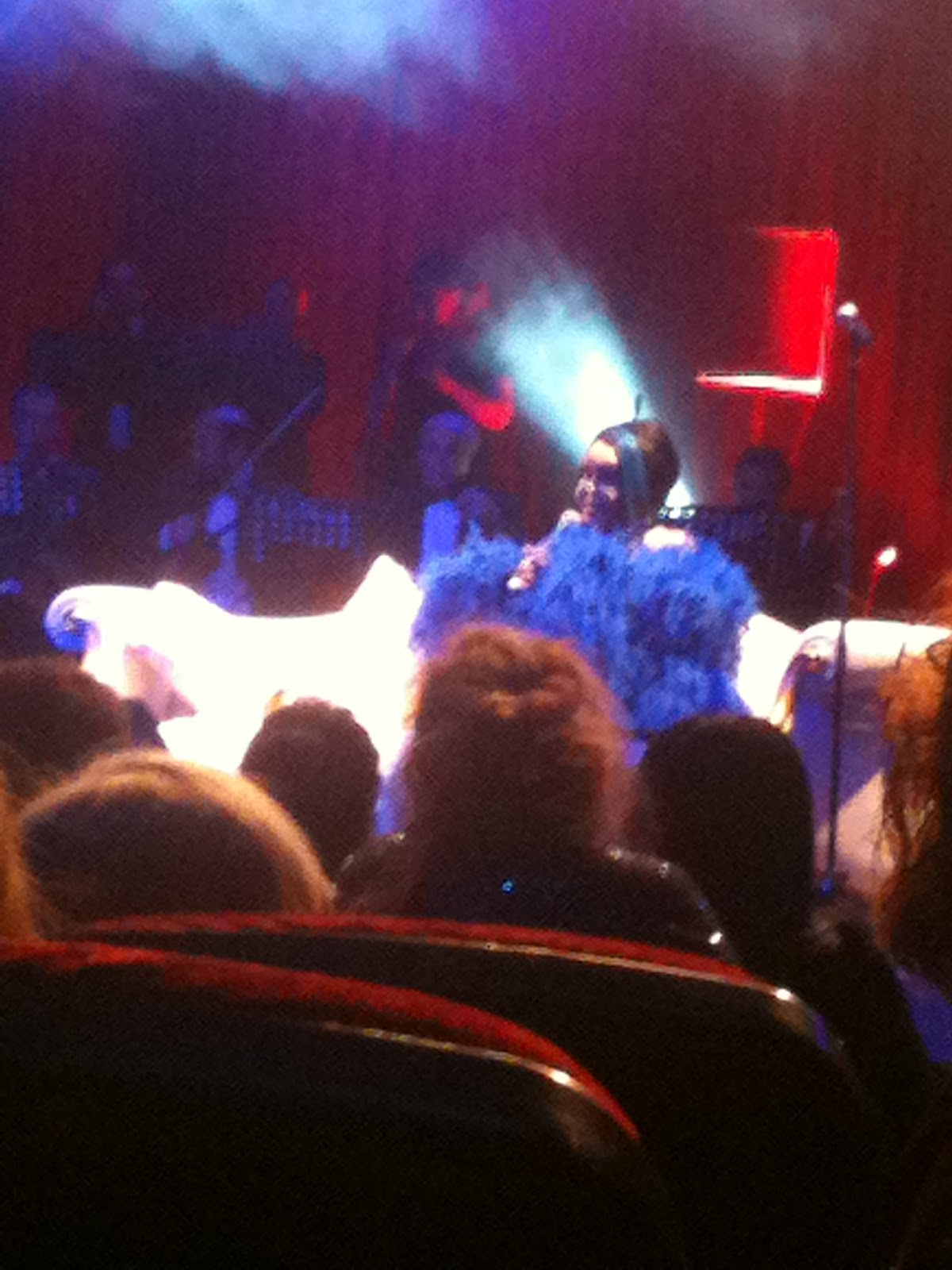
Bülent Ersoy (* 1952)

- Ersoy, Ertuğrul (* 1997), türkischer Fußballspieler
- Ersoy, Kerem (* 1985), türkischer Fußballschiedsrichterassistent
- Ersoy, Mehmet (* 1968), türkischer Unternehmer, Politiker und Minister
- Ersoy, Mehmet Âkif (1873–1936), türkischer Dichter
- Ersoy, Muazzez (* 1958), türkische Sängerin
- Ersoy, Şükrü (* 1931), türkischer Fußballtorhüter
- Ersöz, Adnan (1917–1991), türkischer General
- Ersöz, Cezmi (* 1959), türkischer Dichter
- Ersöz, Eylül (* 2001), türkische Schauspielerin
- Ersöz, Vanessa (* 2002), schwedische Tennisspielerin

### Ersp
- Erspamer, Vittorio (1909–1999), italienischer Pharmakologe
- Erspenmüller, Robert (1903–1940), deutscher SS-Aufseher und stellvertretender Lagerkommandant im KZ Dachau

### Erss
- Ersson, George (* 2001), schwedischer Skilangläufer
- Ersson, Karin (* 1969), schwedische Skilangläuferin
- Ersson, Nell (1933–2021), schwedische Leichtathletin

### Erst
- Erstad, Jakob (1898–1963), norwegischer Turner
- Erstad-Jørgensen, Erik (1871–1945), dänischer Gartenarchitekt
- Erstrand, Lars (1936–2009), schwedischer Jazz-Vibraphonist

### Ersu
- Ersu, Erten (* 1994), türkischer Fußballtorhüter
- Ersü, Kerem (* 1967), türkischer Bogenschütze
- Ersun, Namık Kemal (1915–1988), türkischer General
- Ersungur, Ali Eren (* 2005), türkisch-deutscher Fußballspieler